# Menny és pokol (album)
A Menny és pokol Pain albuma, amely 1999-ben jelent meg.

## Számok
1. Intro  – 00:30
2. A szex vajon mi? – 03:43
3. Az én mennyországom – 04:00
4. Dante pokla – 04:01
5. Nincs segítség az égből – 03:45
6. Intermezzo – 00:40
7. S.O.S. – 05:02
8. Szédítő dimenzió – 03:26
9. Őrjítő, édes csók – 03:24
10. Hidraulikus kalandozás – 03:45
11. Szakítás – 04:20
12. A szex vajon mi? (Szex) [Club Mix] – 03:43
13. Coda – 01:10